# Князева, Елена Львовна
Еле́на Льво́вна Кня́зева (род. 28 апреля 1986, Ижевск, Удмуртская АССР, СССР), выступавшая также под псевдонимом BELKA, — российская певица, актриса, телеведущая. Также она сама пишет песни и является сопродюсером.

## Биография
Елена Львовна Князева родилась 28 апреля 1986 года в Ижевске в семье инженеров Льва Николаевича и Алины Алексеевны (в девичестве Животовой). В четыре года с семьёй переехала в родной город своей мамы Димитровград Ульяновской области.
Занималась музыкой (окончила музыкальную школу по классу фортепиано), танцами (балетом) и художественной гимнастикой, писала истории и сказки, которые даже звучали по вечерам (читались детям на ночь) в эфире местной радиостанции.
В 2004 году окончила школу с золотой медалью и переехала в Москву. В том же году поступила на романо-германское отделение филологического факультета Московского государственного университета, который окончила в 2009 году. Параллельно с учёбой в университете писала собственные песни, училась пению, актёрской игре, биржевой торговле, а также (в 2004 году) участвовала в рекламных кампаниях фирмы
«Панасоник» Первая роль - дилогия телесериала ''Стилет'' режиссёра Николая Досталя в 2003 - 04 гг. Весной 2003 года работала сопродюсером на "Первом канале" в качестве ассистента информационной программы "Времена", работала 4,5 года.
Профессиональную карьеру актрисы начала в 2006 году во втором сезоне телесериала «Клуб» на российском MTV, куда её взяли на одну из заметных ролей — дочери банкира, которая хочет петь и сочинять песни. Кроме того, в этом фильме Князева исполнила песню собственного сочинения «Без крика».
В том же 2006 году вышла в финал второго сезона организованного «Первым каналом» всероссийского музыкального конкурса молодых исполнителей «5 звезд» и снялась в небольшой роли в кинофильме «День выборов», который вышел на экраны осенью 2007 года и стал в стране одним из лидеров проката за 2008 год. В этом фильме прозвучал отрывок из той же песни «Без крика». Эта песня Елены Князевой стала её первым синглом, на неё был снят видеоклип с участием актёра Павла Деревянко.
Кроме того, принимала участие в телепроекте «СТС зажигает суперзвезду» на СТС и снималась в телесериале «Мечты Алисы», демонстрировавшемся на всё том же российском MTV в 2006—2007 годах. Участие в проекте «СТС зажигает суперзвезду» оказалось крайне неудачным; по словам Николая Фандеева, она стала посмешищем и получила прозвище «новой Лены Зосимовой».
В 2010 году у Елены Князевой вышел дебютный альбом «Так нежно». Альбом был выпущен при поддержке «Русского радио», на телеверсии которого (телеканале RU.TV) она в 2008—2010 годах была ведущей программы «Тема» и хит-парада «Незабудки».
В 2011 году появилась в одной из главных ролей (лейтенанта милиции) в телефильме «Однажды в Бабен-Бабене, или Амазонки из глубинки».
В 2012 году сменила имидж и взяла певческий псевдоним BELKA. В сентябре того же года представила новый сингл «Прости» (на который был, конечно, снят видеоклип), а в ноябре альбом, озаглавленный «Я пришла» (записан при поддержке RussianMusicbox, RU.TV, RU.FM).
В августе 2013 года на киноэкраны вышел фильм «Здрасьте, я ваш папа», в котором она играла одну из основных ролей.
12 марте 2014 года вернулась к выступлениям под настоящим именем Елена Князева, дав большой сольный концерт в московском клубе «Радио-Сити», являвшийся презентацией её нового сингла «Созвонимся весной» и новой концертной программы.
Совместно с французской певицей Изой Феррер записала русскоязычную версию хита последней «Made in Japan», песня вышла в 2015 году.
В начале того же 2015 года у Елены Князевой выходит песня «Парня увела», клип на которую собрал более миллиона просмотров, став на тот момент самым популярным в её карьере.
В 2016 и 2018 годах у Елены Князевой вышли ещё два альбома, «Сильная» и «Больше чем голая».
В 2020 году вышел пятый альбом «Пьяное Piano», а в 2021 году — второй альбом под псевдонимом «BELKA» «Sexinger».

### Личная жизнь
В июне 2019 года родила сына Мэттью и получила американский паспорт.

## Дискография

### Альбомы
| Оценки критиков | Оценки критиков |
| Источник        | Оценка          |
| --------------- | --------------- |
| InterMedia      | [ 16 ]          |

| Оценки критиков | Оценки критиков |
| Источник        | Оценка          |
| --------------- | --------------- |
| InterMedia      | [ 18 ]          |

| Год  | Название                           | Подробнее                                                                           |
| ---- | ---------------------------------- | ----------------------------------------------------------------------------------- |
| 2010 | «Так нежно»                        | - Выпущен: 6 сентября 2010 - Формат: CD - Лейбл: Квадро-диск                        |
| 2012 | «Я пришла!»                        | - под псевдонимом BELKA - Выпущен: 21 ноября 2012 - Формат: CD - Лейбл: Монолит     |
| 2016 | «Сильная»                          | - Выпущен: 6 апреля 2016 - Формат: CD, цифровое скачивание - Лейбл: MediaLine       |
| 2018 | «Больше чем голая»                 | - Выпущен: 23 апреля 2018 - Формат: цифровое скачивание - Лейбл: Елена Князева      |
| 2020 | «Пьяное Piano»                     | - Выпущен: 27 ноября 2020 - Формат: цифровое скачивание - Лейбл: United Music Group |
| 2021 | «SEXINGER» (под псевдонимом BELKA) | - Выпущен: 10 сентября 2021 - Формат: цифровое скачивание - Лейбл:                  |

### Синглы и избранные песни
| Год  | Название                                                     | Чарты                            | Чарты                         | Чарты                           |
| Год  | Название                                                     | СНГ*                             | СНГ*                          | СНГ*                            |
| Год  | Название                                                     | Top Hit Top Radio & YouTube Hits | Top Hit Weekly Top Radio Hits | Top Hit Weekly Top YouTube Hits |
| ---- | ------------------------------------------------------------ | -------------------------------- | ----------------------------- | ------------------------------- |
| 2006 | «Без крика»                                                  |                                  | 249                           |                                 |
| 2006 | «На берегу звездопада»                                       |                                  | 212                           |                                 |
| 2006 | «Новогодняя»                                                 |                                  | 219                           |                                 |
| 2007 | «Сто часов счастья»                                          |                                  | 204                           |                                 |
| 2007 | «100 часов счастья» (Елена Князева vs NeoMaster DJ’s)        |                                  | 85                            |                                 |
| 2007 | «Шоколадное лето»                                            |                                  | 156                           |                                 |
| 2007 | «Две звезды» (Елена Князева & Алексей Хлестов)               |                                  | 219                           |                                 |
| 2007 | «Новогодняя»                                                 |                                  | 267                           |                                 |
| 2008 | «Выбирай»                                                    |                                  | 289                           |                                 |
| 2008 | «А ты сказал»                                                |                                  | 54                            |                                 |
| 2009 | «Одинокая»                                                   |                                  | 72                            |                                 |
| 2009 | «Улицы»                                                      |                                  | 295                           |                                 |
| 2009 | «Одинокая» (DJ Hitretz Remix)                                |                                  | 309                           |                                 |
| 2009 | «Принцесса»                                                  |                                  | 284                           |                                 |
| 2009 | «Так нежно»                                                  |                                  | 79                            |                                 |
| 2009 | «Эх, довели меня бабы»[A] (Граф Гагарин feat. Елена Князева) |                                  | 329                           |                                 |
| 2009 | «Принцесса» (DJ HiTretz Remix)                               |                                  | 248                           |                                 |
| 2010 | «Так нежно» (SD Dance Mix)                                   |                                  | 307                           |                                 |
| 2010 | «Шоколадное лето» (Radio Edit 2010)                          |                                  | 230                           |                                 |
| 2010 | «Шоколадное лето» (Algorhythm Remix)                         |                                  | 233                           |                                 |
| 2011 | «My Heart» (Arsenie & Lena Knyazeva)                         |                                  | 95                            |                                 |
| 2011 | «Сердце» (Arsenie & Елена Князева)                           |                                  | —                             |                                 |
| 2013 | «Ключицы»                                                    | 162                              | 130                           |                                 |
| 2014 | «Созвонимся весной»                                          |                                  |                               |                                 |
| 2014 | «Вино» (Елена Князева & Loc-Dog)                             |                                  | 303                           |                                 |
| 2015 | «Парня увела»                                                | 392                              | 182                           |                                 |
| 2015 | «Парня увела» (Anton Liss Remix)                             |                                  | —                             |                                 |
| 2016 | «Сильная»                                                    | 300                              | 180                           |                                 |
| 2016 | «Сильная» (DJ Noiz Remix)                                    | 739                              | 329                           |                                 |
| 2016 | «Девочка»                                                    | 238                              | 196                           |                                 |
| 2016 | «С сегодняшнего дня»                                         | 562                              | 207                           |                                 |
| 2017 | «#Личные»                                                    | 859                              | —                             | 151                             |
| 2017 | «Я запала на диджея»                                         |                                  | —                             |                                 |
| 2018 | «Лезвие»                                                     |                                  | —                             |                                 |
| 2018 | «Больше чем голая»                                           | —                                |                               |                                 |
| 2018 | «Круто на футболе», гимн ЧМ 2018                             |                                  | —                             |                                 |
| 2018 | «Кофе и алкоголь»                                            |                                  | —                             |                                 |
| 2018 | «#Наказана»                                                  | —                                |                               |                                 |
| 2019 | «Котики»                                                     |                                  |                               |                                 |
| 2019 | «Не оправдан»                                                |                                  |                               |                                 |
| 2019 | «Цвет счастья»                                               |                                  |                               |                                 |
| 2019 | «Без сахара»                                                 |                                  |                               |                                 |
| 2020 | «Не одета»                                                   |                                  |                               |                                 |
| 2021 | «Джин-тоник»                                                 |                                  |                               |                                 |
| 2022 | «Sex втроём»                                                 |                                  |                               |                                 |
| 2022 | «Разбитое сердце» (Елена Князева и SHuSHa)                   |                                  |                               |                                 |

- Чарты TopHit составляются на основе данных с 200 радиостанций в России, а также 230 русскоязычных радиостанций по всему миру (на Украине, в других странах СНГ, в Прибалтике, на Кипре, в Израиле, Германии, США и Канаде).

[A] Из саундтрека к телефильму «Однажды в Бабен-Бабене, или Амазонки из глубинки»

## Фильмография
| Год       |     | Русское название                                 | Оригинальное название | Роль                               |
| --------- | --- | ------------------------------------------------ | --------------------- | ---------------------------------- |
| 2003—2004 | с   | Стилет)                                          |                       | сестра олигарха Андрея Лютого Катя |
| 2006—2007 | с   | Клуб                                             |                       | дочь олигарха                      |
| 2006—2007 | с   | Мечты Алисы                                      |                       |                                    |
| 2007      | ф   | День выборов                                     |                       | Лёля, подруга Вики                 |
| 2010      | тф  | Однажды в Бабен-Бабене, или Амазонки из глубинки |                       | лейтенант Тревогина                |
| 2012      | кор | Приготовит                                       | Will kochen           | женщина (англ. the woman)          |
| 2013      | ф   | Здрасьте, я ваш папа!                            |                       |                                    |

## Премии
- «Лучшие из лучших 2018» по версии глянцевого журнала Megapolis Time — Автор года[31]